# Campephilus melanoleucos
Campephilus melanoleucos là một loài chim trong họ Picidae.

## Hình ảnh

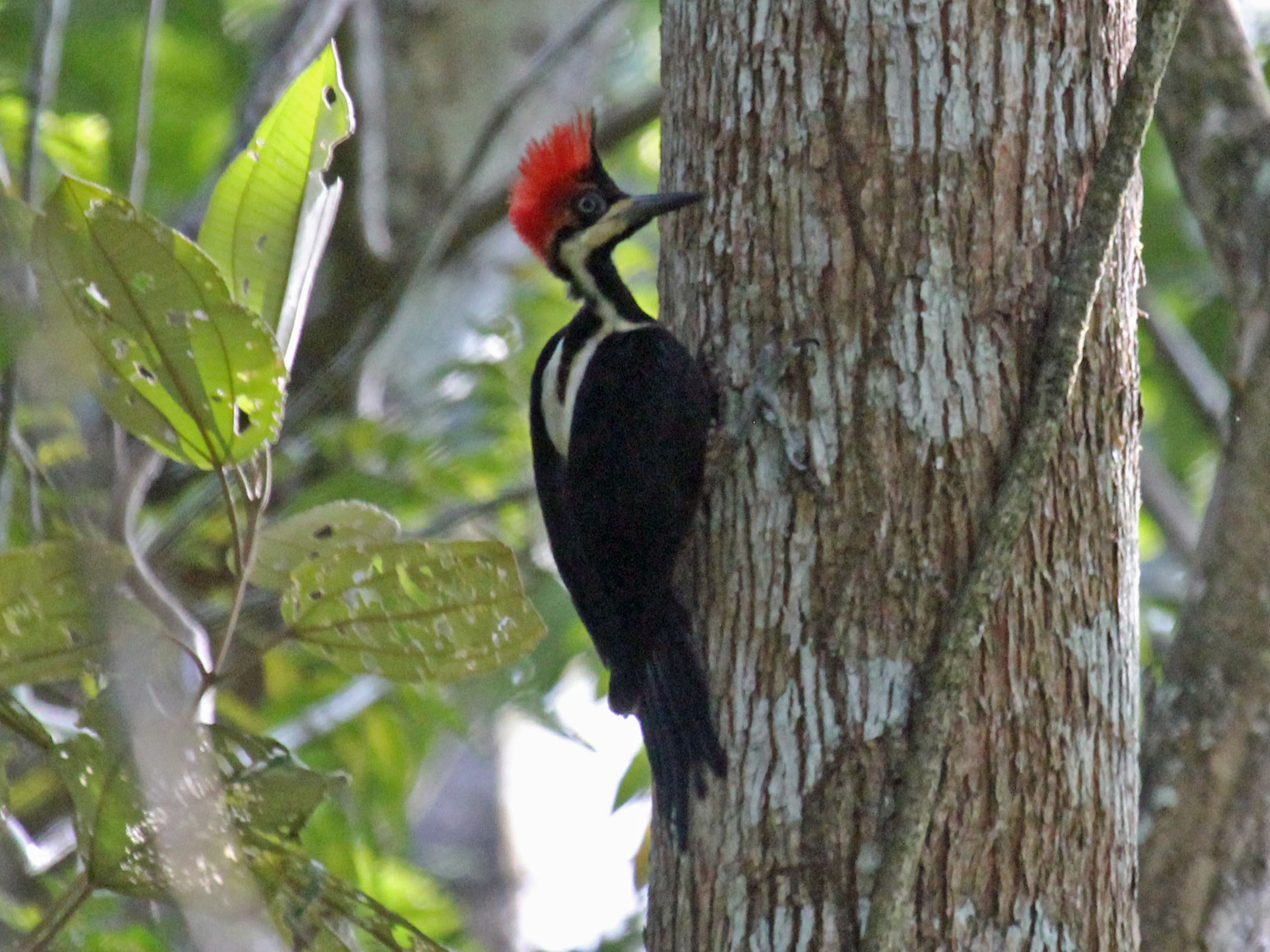
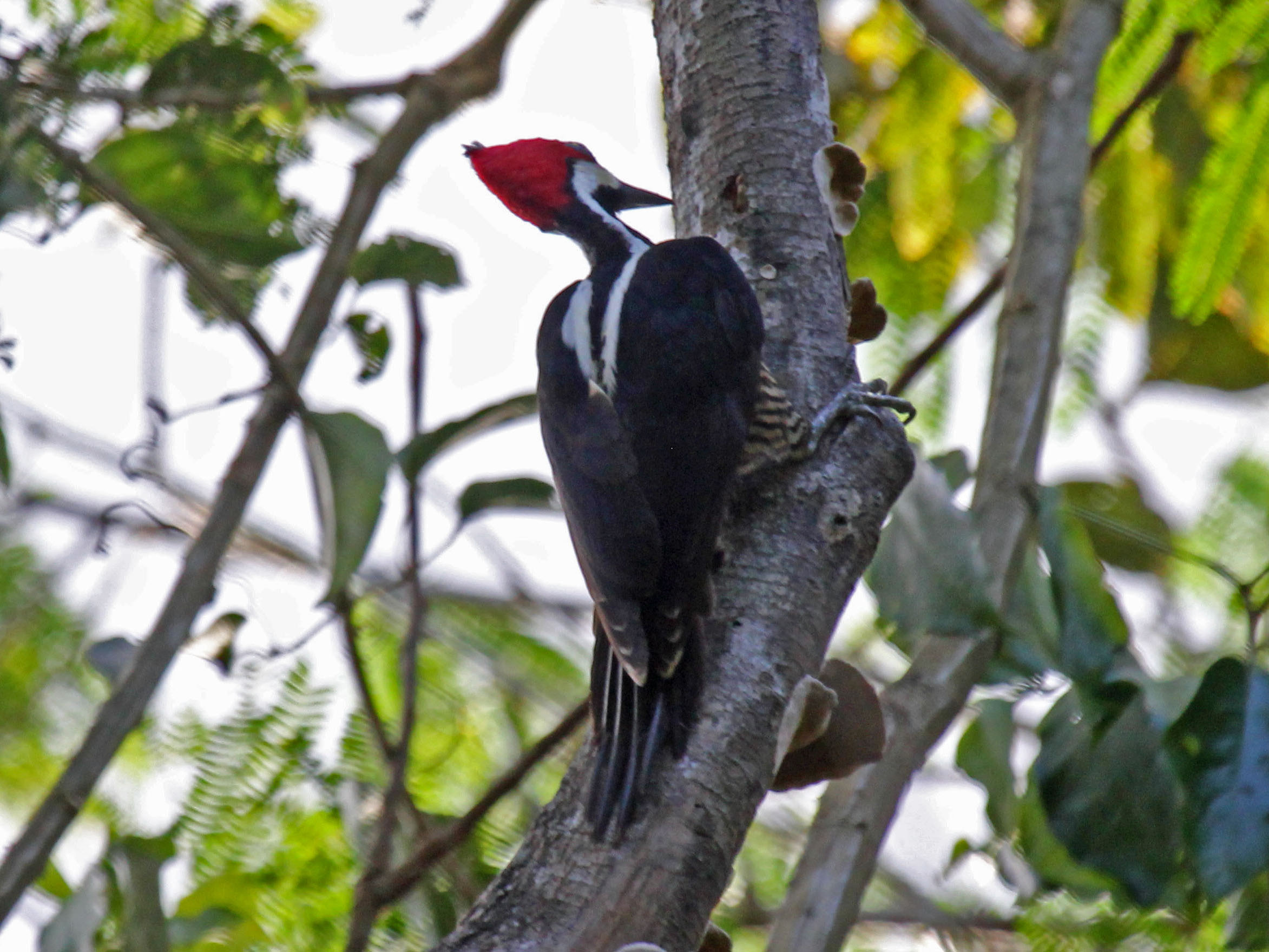